# Xylocopa varians
Xylocopa varians är en biart som beskrevs av Smith 1874. Xylocopa varians ingår i släktet snickarbin, och familjen långtungebin.

## Underarter
Arten delas in i följande underarter:
- X. v. ecuadorica
- X. v. varians